# Alzette
Die Alzette (luxemburgisch Uelzechtⓘ; deutsch früher: Eltze, Alzig oder Elze) ist ein 73 km langer rechter Zufluss der Sauer in Frankreich und Luxemburg.

## Geographie

### Verlauf
Die Alzette entspringt in Frankreich in der Gemeinde Villerupt (deutsch: Weiler) im Département Meurthe-et-Moselle.

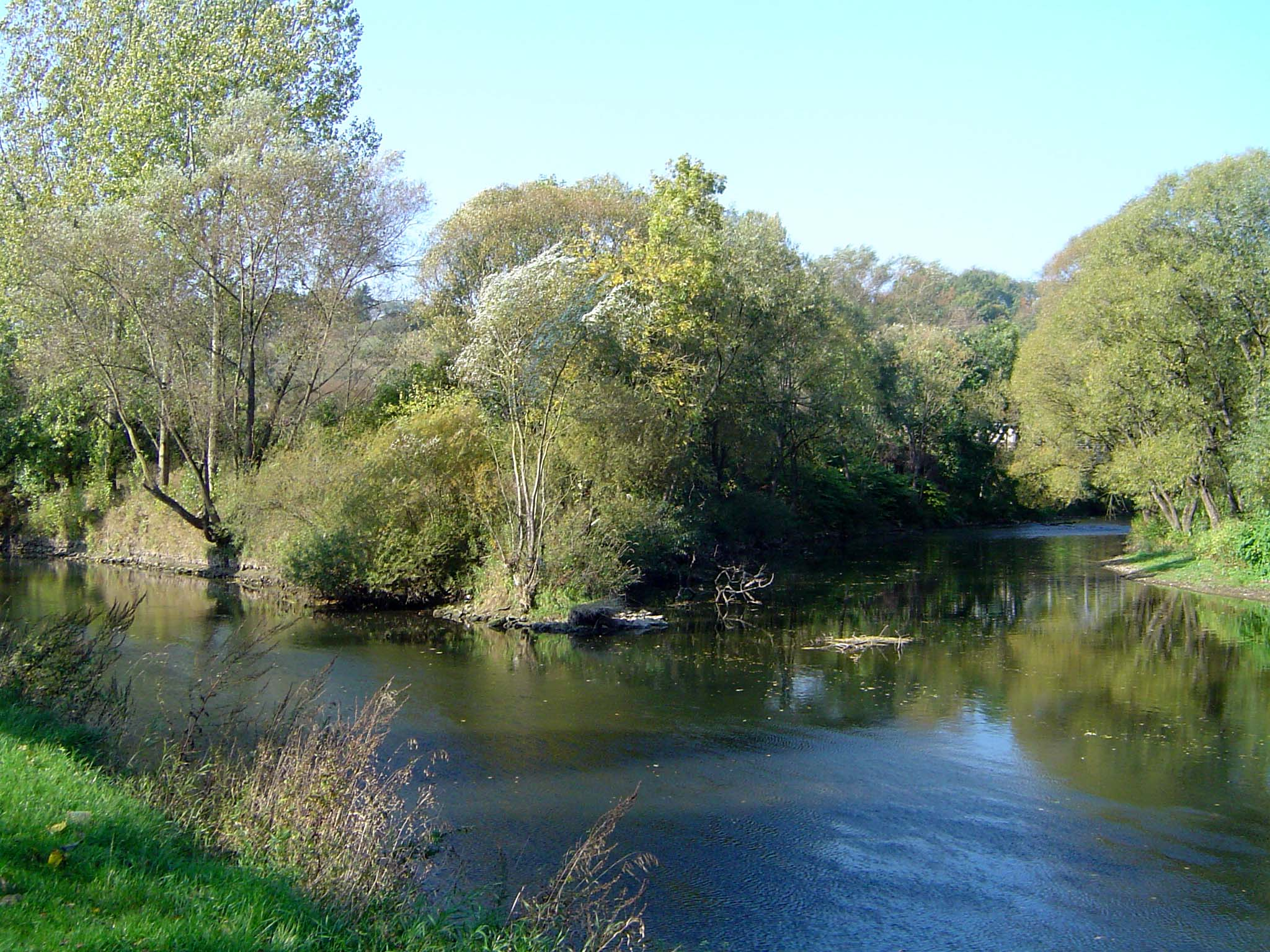
Mündung der Alzette (links) in die Sauer (rechts)

Sie fließt von dort nach Norden und durchzieht den Süden des Großherzogtums Luxemburg (das Gutland) von Süd nach Nord. Sie fließt unter anderem durch Esch und Hesperingen in einem weiträumigen Becken und durch die Hauptstadt Luxemburg in einem engen Tal mit den Stadtteilen Grund und Pfaffenthal. Die modernste Brücke über den Fluss dort ist die Großherzogin-Charlotte-Brücke.
Nördlich der Hauptstadt um Walferdingen (Walfer, Walferdange) und Lorentzweiler ist das Tal etwas breiter, aber seine Hänge höher. Bei Mersch, wo von Westen die Mamer und die Eisch einmünden, wird es wieder enger. Bei Colmar-Berg mündet ebenfalls von Westen die Attert. Etwa 3 km weiter fließt die Alzette bei Ettelbrück in die Sauer.
Die Alzette wird in der Luxemburger Nationalhymne besungen.
Entlang der Alzette führen die Radfernwege PC 1 und PC 15 als Teile des Nationalen Radverkehrswegenetzes im Großherzogtum Luxemburg.

### Zuflüsse
- Belerbach (links), 4,1 km
- Dipbech (links); 5,5 km
- Kiemelbach (links); 7,8 km
- Mess (links); 13,7 km
- Kaelbach (rechts); 16,5 km
- Mierbech (links); 5,2 km
- Didelengerbach (rechts); 7,5 km
- Bibeschbach (links); 5,4 km
- Crauthemergruef (rechts); 2,9 km
- Doulemerbaach (links)
- Izegerbaach (rechts)
- Drosbech (links); 8,6 km
- Huerbaach (rechts)
- Petruss (links); 12,8 km
- Klengelbach (links); 1,5 km
- Wäissbaach (rechts)
- Kaylbaach (links)
- Millebach (links)
- Kaasselterbach (rechts); 4,5 km
- Rollengerbaach (rechts)
- Bierschbach (rechts); 4,3 km
- Mamer (links); 25,6 km
- Eisch (links); 49,6 km
- Bierengerbach (rechts); 1,5 km

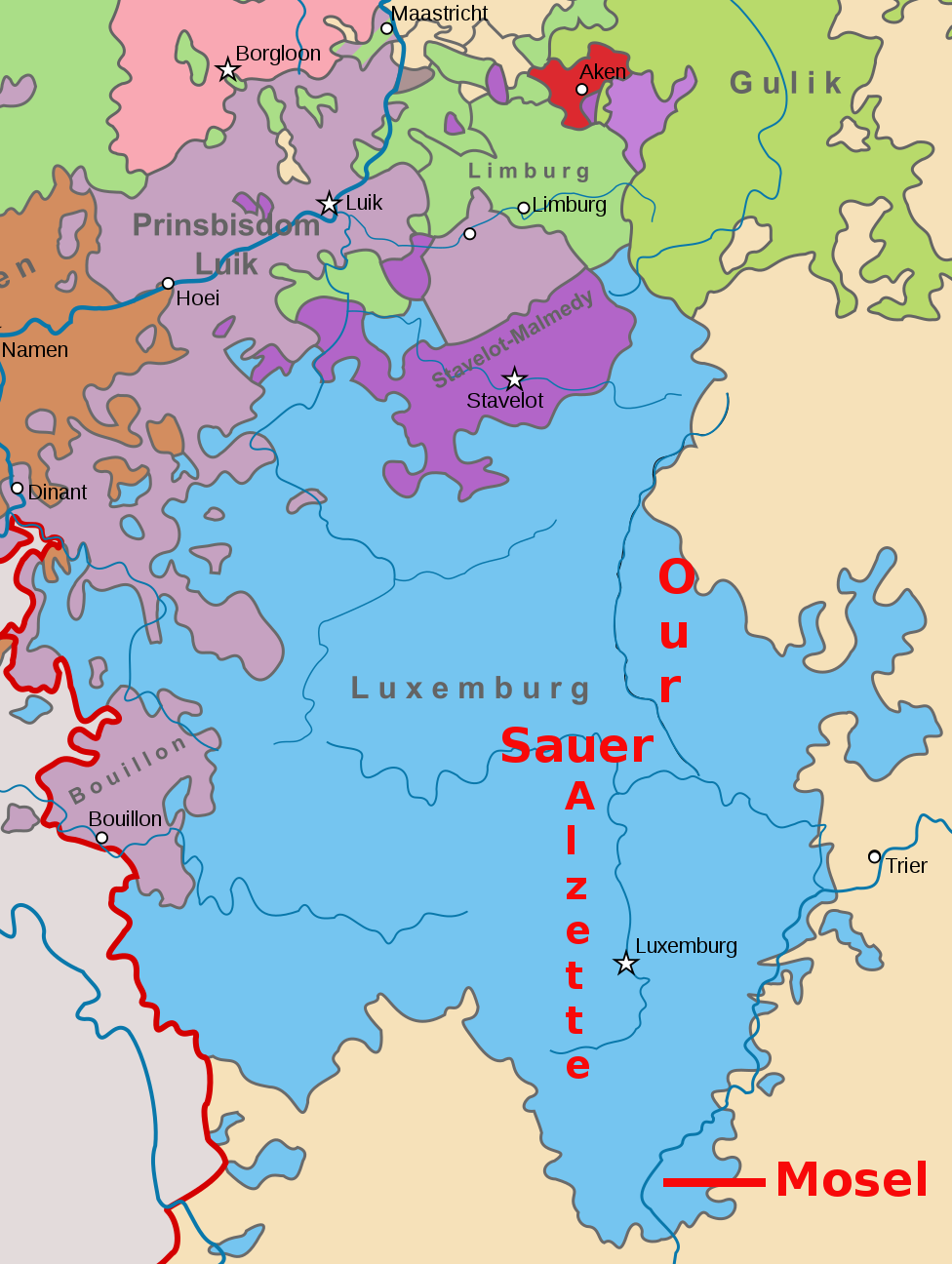
Luxemburg um 1350 – mit den vier wichtigsten Flüssen des heutigen Luxemburg: Die Alzette fließt von Süden nach Norden

- Wellerbach (Wëllerbaach) (links); 6,2 km
- Rouschtbach (rechts); 1,8 km
- Rouschtbach (links); 2,0 km
- Schrondweilerbach (rechts); 4,4 km
- Wäissefiertchen (rechts)
- Metschbach (rechts); 2,9 km
- Kalbach (rechts); 0,2 km
- Attert (links); 30,5 km
- Kiselbach (rechts); 3,3 km
- Ousterbaach (links)
- Deiwelbaach (links)
- Haupeschbach (links); 3,4 km
- Wark (links); 28,4 km